# آخرین خانه در سمت چپ (فیلم ۱۹۷۲)
آخرین خانه در سمت چپ (انگلیسی: The Last House on the Left) فیلمی ترسناک، تجاوز و انتقام و سودجو به کارگردانی وس کریون است که در سال ۱۹۷۲ منتشر شد. از بازیگران آن می‌توان به دیوید هس و فرد جی. لینکلن اشاره کرد.